# Rhipidoglossum orientalis
Rhipidoglossum orientalis är en orkidéart som först beskrevs av Rudolf Mansfeld, och fick sitt nu gällande namn av Dariusz Lucjan Szlachetko och Tomasz Sebastian Olszewski. Rhipidoglossum orientalis ingår i släktet Rhipidoglossum och familjen orkidéer. Inga underarter finns listade i Catalogue of Life.